# 키엘 마틴

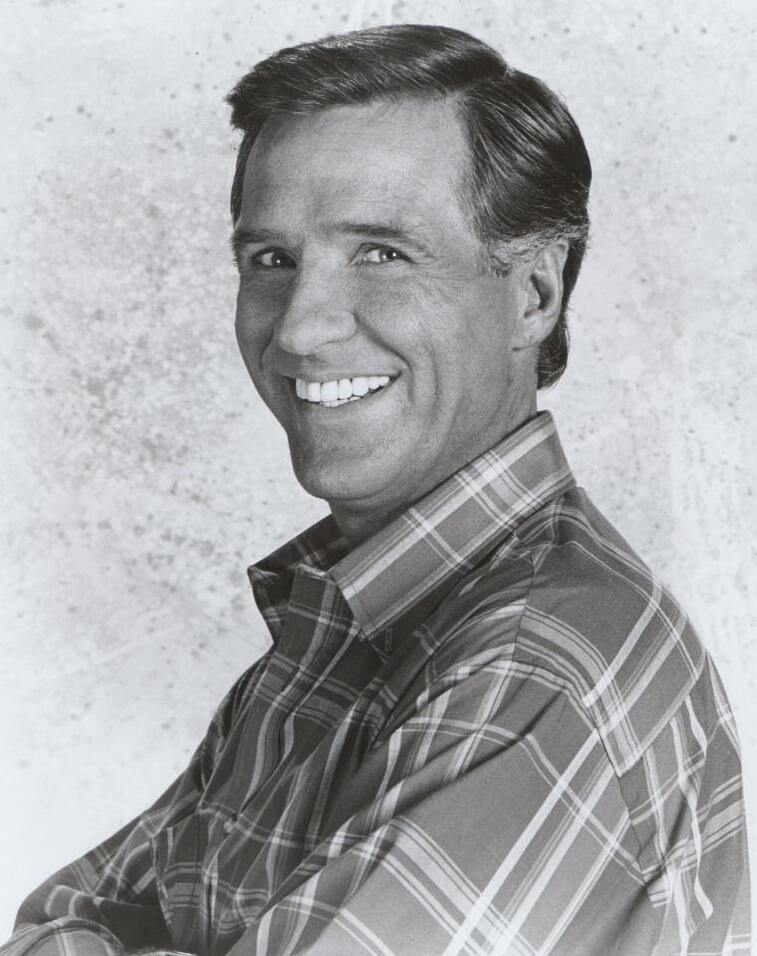

키엘 마틴(Kiel Martin, 1944년 7월 26일 ~ 1990년 12월 28일)은 미국의 배우, 텔레비전 배우, 영화배우이다.
피츠버그에서 태어났으며 랜초미라지에서 사망하였다. 사인은 폐암이다.

## 영화
- LA 로 (1986년)
- 사랑의 유람선 (1977년)
- 백색 공포 (1971년) - 치코 역
- 철인들 (1969년)